# 6737 Okabayashi
6737 Okabayashi è un asteroide della fascia principale. Scoperto nel 1993, presenta un'orbita caratterizzata da un semiasse maggiore pari a 2,3279687 UA e da un'eccentricità di 0,1239631, inclinata di 0,81261° rispetto all'eclittica.
L'asteroide è dedicato all'astronomo giapponese Shigeki Okabayashi.